# Erin Meyer
Pour les articles homonymes, voir Meyer.
Erin Meyer, née le 22 août 1971 , est une auteure  américaine, professeure en  management interculturel à l'Institut européen d'administration des affaires.

## Biographie
Erin Meyer est née et a grandi dans le Minnesota. Elle passe la majeure partie de sa vie adulte en Europe et en Afrique. 
Elle est professeure à l'Institut européen d'administration des affaires, son travail porte sur  le management interculturel et le travail d'équipe global. Elle étudie comment des personnes  de différentes cultures   établissent la confiance, communiquent, prennent des décisions et perçoivent les situations différemment, surtout en milieu de travail. Elle contribue régulièrement à  la revue Harvard Business Review.
Son livre paru en 2014 The Culture Map: Breaking Through the Invisible Boundaries of Global Business traduit en 2016 en français sous le titre La carte des différences culturelles: 8 clés pour travailler à l'international analyse l'impact des différences culturelles nationales sur les entreprises. Il représente ses données de recherche collectées dans plus trente pays différents. Elle y fournit un cadre d'évaluation des différentes cultures et propose des stratégies pour améliorer le succès à l'international . Elle identifie huit échelles qui reflètent la plupart des différences à l'intérieur et entre les cultures. En utilisant cette méthode, Erin Meyer  développe un outil d'auto-évaluation pour Harvard Business Review, qui permet de se situer dans un contexte international et de comparer ses méthodes de gestion aux styles de gestion d'autres cultures.
Il est traduit également en coréen, japonais, chinois, indonésien et  turc.
L'intérêt de Erin Meyer pour la gestion interculturelle remonte à ses années de bénévolat au sein du Corps de la paix, où elle enseignait l'anglais au Botswana. Plus tard, elle travaille aux ressources humaines  chez McKesson, puis chez HBOC et Aperian Global. 
En 2015, elle reçoit le prix Thinkers50  décerné à la personne la plus susceptible d'avoir un impact sur l'avenir de la pensée commerciale dans la catégorie "Nouvelle génération  à suivre",. En 2017, elle est nommée par HR Magazine  comme l'une des 30 personnes les plus influentes dans le domaine des ressources humaines.